# 주브르급 공기부양상륙정

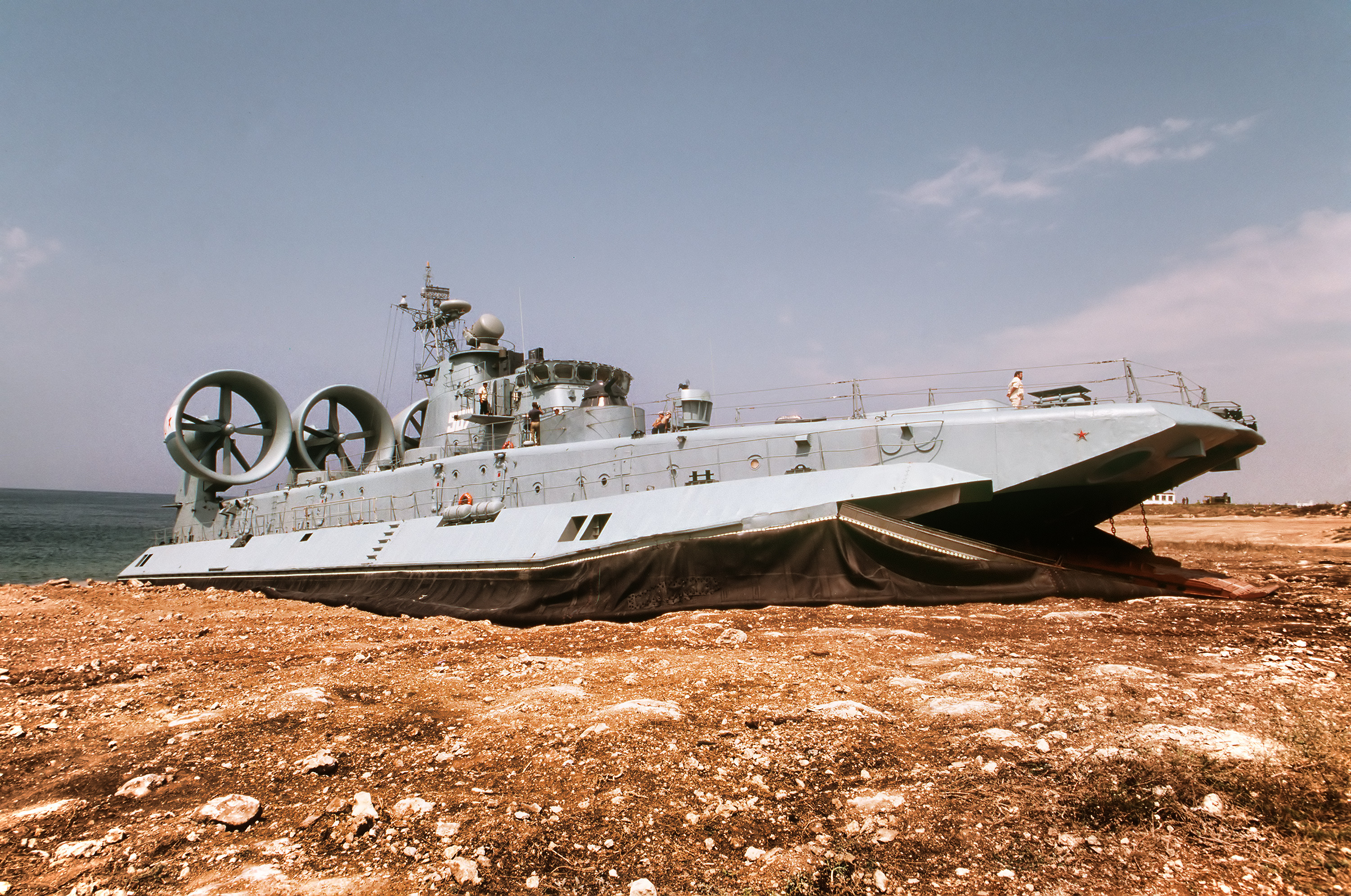

주브르급 LCAC는 러시아의 공기부양정(LCAC)이다. 만재배수량 555톤으로서, 2012년 현재 세계 최대의 공기부양정이다. 미국, 일본, 한국의 LCAC는 만재배수량 185톤이다.

## 상륙모함
일반적인 LCAC는 해안의 1 km에 접근한 상륙모함에서 출발해 병력을 상륙시키지만, 주브르급은 55 노트의 속도로 480 km 떨어진 해안에 상륙시키는, 독자적인 상륙모함 역할을 한다.

## 센카쿠
중국은 주브르급 4척만 있으면 완전무장 병력 2000명과 기갑부대를 4시간만에 센카쿠 열도에 상륙시킬 수 있다.

## 사용국가
- 러시아 러시아 해군 2척
- 우크라이나 우크라이나 해군 1척
- 그리스 그리스 해군 4척
- 중국 중국 해군 4척